# Richard Matthias Müller
Richard Matthias Müller (* 1926 in Mödrath/Kerpen) ist ein deutscher Anglist, Germanist und Hochschullehrer.

## Leben und Wirken
Richard Matthias Müller absolvierte nach Kriegsdienst und Gefangenschaft seine Reifeprüfung 1947 und  studierte Germanistik, Anglistik und Philosophie an der Universität Bonn, unterbrochen durch ein Studiensemester an der University of Durham (1950). Nach den beiden Staatsexamen für den höheren Schuldienst 1952 und 1956 promovierte er 1955 bei Johannes Hoffmeister an der Universität Bonn mit einer Arbeit über "Das Strommotiv und die deutsche Klassik". Von 1952 bis 1953 war er als Lektor für deutsche Sprache an der University of St Andrews tätig. Von 1953 bis 1967 arbeitete er als Gymnasiallehrer für die Fächer Deutsch und Englisch im Schuldienst in Wuppertal und Köln. 1967 wurde er ordentlicher Professor an der Pädagogischen Hochschule Rheinland (Abt. Aachen) und im Jahre 1980 an der RWTH Aachen für Englische Sprache und ihre Didaktik. 1984 trat er in den Ruhestand. 
Müller veröffentlichte sowohl zur Germanistik wie zur Anglistik, vor allem zum Fremdsprachenunterricht (2007 erschien ein Band mit seinen gesammelten Aufsätzen hierzu). Außerdem schreibt Müller über zeitgeschichtliche Themen.

## Veröffentlichungen (Auswahl)
- Die deutsche Klassik. Wesen und Geschichte im Spiegel des Strommotivs (= Abhandlungen zur Kunst-, Musik- und Literaturwissenschaft, Bd. 6). Bouvier, Bonn 1959 (= Dissertation Universität Bonn).
- (Hrsg.): Johannes Hoffmeister / Hölderlins Empedokles. Aus dem Nachlass herausgegeben. Bouvier, Bonn 1963.
- Über Deutschland. 103 Dialoge. Walter, Olten 1965.
- Kleists „Michael Kohlhaas“. In: Deutsche Vierteljahrsschrift für Literaturwissenschaft und Geistesgeschichte, Bd. 44 (1970), S. 101–119.
- Was ist "Situational Teaching"? In: Werner Hüllen (Hrsg.): Didaktik des Englischunterrichts (= Wege der Forschung, Bd. 513). Wissenschaftliche Buchgesellschaft, Darmstadt 1979, S. 340–357, ISBN 3-534-07276-6.
- (Hrsg., mit Helmut Heuer): Lehrwerkkritik – ein Neusatz? (= Lehrwerke und Curriculum im fremdsprachlichen Unterricht, Bd. 1). Lambert Lensing, Dortmund 1973, ISBN 3-559-22641-4.
- Nachstrahl der Gottheit: Karl Moor. In: Deutsche Vierteljahrsschrift für Literaturwissenschaft und Geistesgeschichte, Bd. 63 (1989), S. 628–644.
- Normal-Null und die Zukunft der deutschen Vergangenheitsbewältigung. Ein Essay. SH-Verlag, Schernfeld 1994, ISBN 3-89498-002-8.
- (Hrsg.): Der Krieg, der nicht sterben wollte. Monschau 1944/45. Berichte amerikanischer und deutscher Zeitzeugen. Universitas, München 2002, ISBN 3-8004-1432-5.
- Probleme des Fortschritts in der Fremdsprachendidaktik. In: Liesel Hermes (Hrsg.): Früher oder später. Englisch in der Grundschule und bilingualer Sachfachunterricht (= Münchener Arbeiten zur Fremdsprachen-Forschung, Bd. 8). Langenscheidt, Berlin u. a. 2003, S. 7–20, ISBN 3-526-50842-9.
- Josef Ponten (1883–1940), Freund Thomas Manns. In: Thomas-Mann-Jahrbuch, Bd. 17 (2004), S. 147–161.
- Wissenschaft und Commonsense. Einführung in die Fremdsprachendidaktik und Aufsätze 1970–2004. Lang, Frankfurt/M. 2007, ISBN 3-631-55999-2.